# 418 av. J.-C.
Cette page concerne l'année 418 av. J.-C. du calendrier julien proleptique.

## Événements
- Printemps : Nicias est réélu stratège à Athènes. Alcibiade est écarté[1].
- Juillet : Campagne de Sparte contre Argos[1]. Reprise de la guerre du Péloponnèse.
- Mi-août : Argos et Athènes sont vaincues à la bataille de Mantinée[1]. Les Spartiates en âge de combattre sont moins de 3 000 (8 000 en 479 av. J.-C.).
- 15 septembre[2] : à Rome, entrée en fonction de tribuns militaires à pouvoir consulaire : Agrippa Menenius Lanatus, Publius Lucretius Tricipitinus, Spurius Nautius Rutilus[3].
- Octobre : négociations entre Sparte et Argos[1].
- Novembre : traité de paix et d'alliance entre Sparte et Argos[1].
- Contre-attaque de Rome contre les Eques. De 418 à 415 av. J.-C., les villes de Labici, Vitellia et Bola succombent[3].

## Naissances
- Épaminondas, homme d'État et général thébain.

## Décès
- Lachès, général athénien, à Mantinée.